# Canal Marítimo Bruselas-Escalda

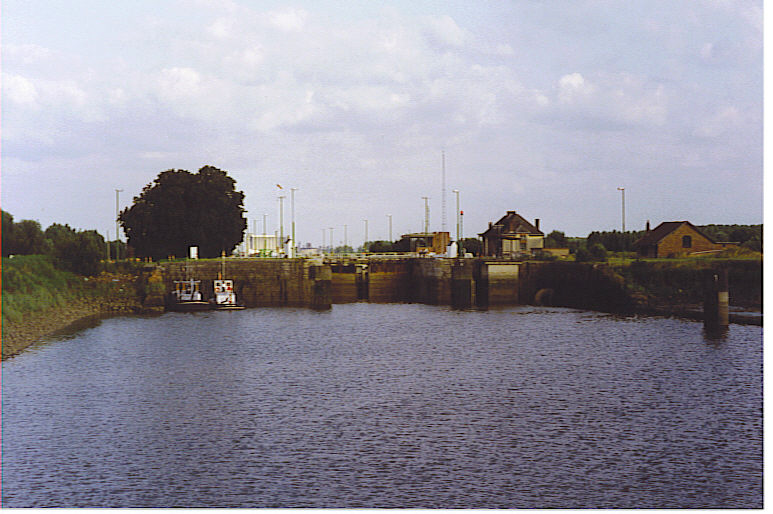
La esclusa Wintham

El canal marítimo Bruselas–Escalda (generalmente llamado de varias maneras, como canal Willebroek y también canal Bruselas-Willebroek), es un canal de navegación en Bélgica que enlaza Bruselas con el río Escalda y finalmente con el mar del Norte. Tiene 28 km de longitud, una anchura de 30 m y una profundidad de 2 m. Conecta las localidades de Bruselas y Willebroek, donde  se une al río Rupel en Klein-Willebroek. Es por eso por lo que antiguamente el canal se llamaba oficialmente Canal Marítimo Bruselas-Rupel antes del establecimiento de un enlace directo con el río Escalda en 1997.
Este canal es uno de los canales navegables más antiguos de Bélgica y de toda Europa. La capacidad máxima es Clase CEMT VI.

## Historia
Las obras para su  construcción empezaron en 1550 y duraron hasta 1561. En realidad, el permiso para construir el canal ya había sido concedido por Felipe III de Borgoña el Bueno en 1436. Pero debido a protestas de la ciudad de Malinas, que percibía impuestos por todos los transportes que pasaban por la ruta tradicional vía el río Senne, el proyecto estuvo parado durante mucho tiempo.
En 1531 el emperador Carlos V renovó la autorización de Felipe III, pero los trabajos no empezaron inmediatamente. No fue hasta 1550 que María I de Hungría hizo un acuerdo para empezar la construcción. El 16 de junio de 1550 el alcalde de Bruselas Jean de Locquenghien presidió la ceremonia de comienzo de las excavaciones.
La diferencia en altitud de 14 m entre Bruselas y el río Rupel en Willebroek se salvó mediante cuatro esclusas. Mediante el canal, los barcos podían evitar navegar por el Senne y estar sujetos a los impuestos de Malinas.
Se construyeron pronto varios atraques en el corazón de la ciudad de Bruselas, en el área de la plaza Sainte Catherine. Estos atraques fueron todos rellenados al final del siglo XIX, pero se pueden reconocer todavía en la actualidad en los nombres de algunas calles de la zona. Se modificó el curso del canal en Bruselas para conectarlo al Canal Bruselas-Charleroi que fue  abierto en 1832, creando de esta manera un enlace directo entre el Puerto de Amberes y el área industrial de Charleroi.
Durante los Juegos Olímpicos de Amberes de 1920, el canal albergó las competiciones de remo.
En 1922  se modernizó totalmente el canal. Entonces el canal llegó al río Rupel mediante una nueva esclusa en Wintham. Las esclusas en Vilvoorde y Humbeek fueron reemplazadas por la esclusa Kapelle-op-den-Bos. Se inició una nueva actualización en 1965, ensanchando el canal a 55 m (25 m en las esclusas) y se adaptó la profundidad. Se construyeron dos nuevas esclusas (de 205 x 25 m) en Zemst (abierta en 1975) y Hingene (abierta en 1997) de manera que el canal llevara directamente al Escalda. El puerto de Bruselas es accesible en la actualidad a barcos de 4500 toneladas y convoyes empujados de 9000 toneladas.
El canal es de importancia primordial para el suministro de petróleo a Bruselas, que típicamente representa el 30-50% de su tráfico anual. En 1974 el tráfico anual aumentó a 14 millones de toneladas. Después de una caída, el volumen transportado ha ido aumentando otra vez en años recientes. Con 7 millones de toneladas transportadas por el canal, el puerto de Bruselas es el segundo puerto interior de Bélgica después del puerto de Lieja.
Siguiendo la regionalización de Bélgica, la administración del canal no está ya en  manos de la compañía "SA Marítime" (una compañía establecida en 1896) sino bajo control del Port de Bruxelles para la parte en el territorio de la Bruselas-Región Capital y de Waterwegen en Zeekanaal NV para la parte en la Región flamenca.